# Guerra serbo-bulgara
La guerra serbo-bulgara (in bulgaro Сръбско-българска война?, Srăbsko-bălgarska vojna; in serbo Српско-бугарски рат?, Srpsko-bugarski rat) fu una guerra tra il Regno di Serbia e il Principato di Bulgaria che scoppiò il 14 novembre 1885 e durò fino al 28 novembre dello stesso anno. Il trattato di pace finale fu firmato il 19 febbraio del 1886 a Bucarest. Come risultato della guerra, le potenze europee riconobbero l'unificazione della Bulgaria, il casus belli, che era avvenuta il 6 settembre 1885.

## Retroscena
Il 6 settembre 1885, il principato di Bulgaria e la provincia semi-autonoma ottomana della Rumelia orientale dichiararono la propria unificazione nella città di Plovdiv. La Rumelia orientale, la cui popolazione era per la maggior parte di etnia bulgara, era stata una creazione del congresso di Berlino di sette anni prima. L'unificazione ebbe luogo contro il volere delle grandi potenze, incluso l'impero russo. L'impero austro-ungarico stava estendendo la propria influenza sulla penisola balcanica e vi si oppose strenuamente. Anche il vicino occidentale bulgaro, la Serbia temeva che ciò avrebbe diminuito la sua posizione nei Balcani. Inoltre al sovrano serbo Milan IV dava seriamente fastidio il fatto che i leader dell'opposizione come Nikola Pašić, scampati dalle persecuzioni in seguito alla rivolta di Timok, avessero trovato asilo politico in Bulgaria.
Lusingato dalle promesse austro-ungariche di ampliamenti territoriali a danno della Bulgaria (in compenso di alcune concessioni nei Balcani occidentali), Milan IV dichiarò guerra alla Bulgaria il 14 novembre 1885. La strategia militare si basava soprattutto sulla sorpresa, dato che la Bulgaria aveva spostato la maggior parte delle sue truppe vicino al confine con l'impero ottomano, a sud-est.

## Storia

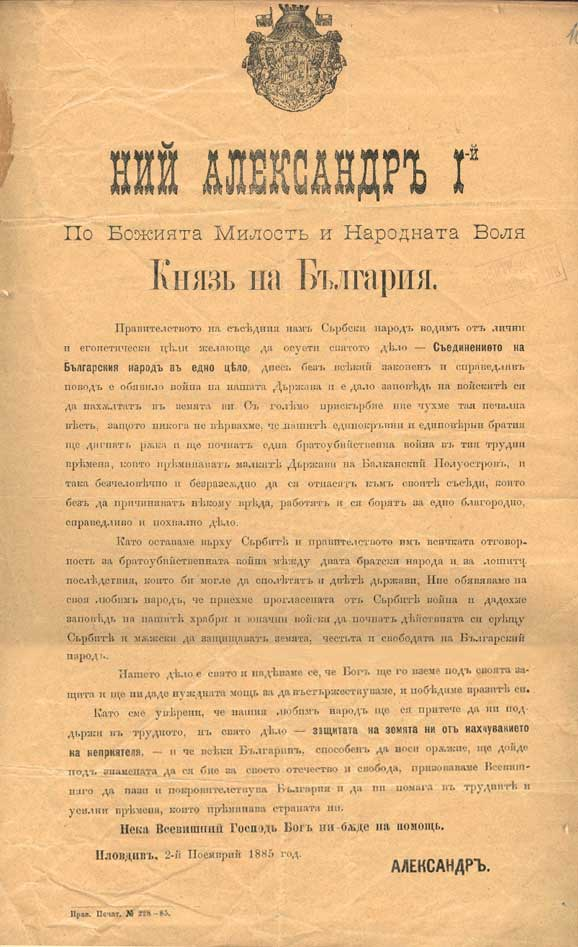
Manifesto del principe Alessandro I di Bulgaria in cui dichiara guerra alla Serbia.

Il pretesto fu una disputa minore di confine, nota come "Disputa di Bregovo". Il fiume Timok, che segnava parte del confine tra i due paesi, aveva leggermente cambiato il tracciato del suo corso durante gli anni. Come risultato, una postazione di confine serba vicino al villaggio di Bregovo si era ritrovata sulla riva bulgara del fiume. Dopo che alcune richieste da parte della Bulgaria di evacuare la postazione vennero respinte, le truppe serbe vennero espulse con la forza dai bulgari.
L'esercito ottomano non intervenne e l'avanzata serba fu fermata dopo la battaglia di Slivnica (17-19 novembre). La maggior parte dell'esercito bulgaro si spostò dal confine ottomano nel sud-est al confine serbo nord-occidentale per difendere la capitale Sofia. Dopo le battaglie difensive a Slivnica e Vidin (la difesa dell'ultima battaglia fu organizzata da Atanas Uzunov), i bulgari iniziarono un'offensiva con cui occuparono la città di Pirot (battaglia di Pirot). A questo punto l'impero austro-ungarico entrò nella scena, minacciando di entrare in guerra a fianco della Serbia se le truppe bulgare non si fossero ritirate. Non ci furono modificazioni territoriali da entrambe le parti, ma l'unificazione bulgara fu riconosciuta dalle grandi potenze. Ad ogni modo la relazione di fiducia e di amicizia tra la Serbia e la Bulgaria, costruita durante la lunga lotta comune contro il dominio ottomano, si era ormai inevitabilmente deteriorata.

## Esercito serbo
L'ammontare totale delle forze armate serbe che dovevano prendere parte alle operazioni militari era di circa 60 000 unità. L'armamento della fanteria serba era quasi al livello dei più moderni standard del periodo (fucili a carica singola Mauser-Milovanovič con eccellenti caratteristiche balistiche). Ad ogni modo l'artigliera era malamente equipaggiata, con cannoni a carica frontale del sistema La Hitte. Il re Milan IV divise le sue forze in due armate, la Nišava e la Timok. La prima fu incaricata dell'obiettivo principale, cioè sopraffare le difese bulgare lungo il confine occidentale, conquistare Sofia ed avanzare verso le alture di Ihtiman. Era qui che si pensava di incontrare e sconfiggere le forze bulgare che provenivano da sud. Il vantaggio principale dei serbi sulla carta erano le migliori armi leggere ed i comandanti ed i soldati con una migliore formazione ed una maggiore esperienza acquisita nelle ultime due guerre contro l'impero ottomano.
Comunque alcuni problemi interni provocati dalla condotta di guerra dello stesso re Milan resero nulli tutti i vantaggi militari. Per accumulare per sé tutta la gloria della presunta imminente vittoria, Milan IV non chiamò i più famosi comandanti delle guerre precedenti (il generale Jovan Belimarković, il generale Đura Horvatović e il generale Milojko Lešjanin) alla guida dell'esercito. Prese invece egli stesso la posizione di comandante di armata e diede gli ordini di divisione a ufficiali con meno esperienza, come Petar Topalović della divisione Morava.
Inoltre, sottovalutando la forza militare bulgara e temendo diserzioni nel condurre una guerra impopolare (e avendo infatti sperimentato la Rivolta di Timok due anni prima) ordinò la mobilitazione della sola prima classe di fanteria (reclute al di sotto dei 30 anni) che significava solo la metà della potenziale bellico umano serbo. Agendo in questo modo provò l'esercito serbo dei suoi veterani delle precedenti guerre. Il momento scelto per l'inizio delle ostilità fu pessimo per l'esercito serbo dato che era in piena fase di riarmo. I nuovi cannoni d'acciaio De Bang a carica posteriore erano stati ordinati e pagati, ma non sarebbero arrivati prima del 1886.
I moderni fucili, anche se tra i migliori in Europa al tempo, davano altri problemi: furono introdotti in un tempo troppo ridotto (due anni) prima dell'inizio della guerra, così molti soldati non erano stati sufficientemente allenati all'uso. Le capacità teoriche del fucile spesso ingannavano gli ufficiali serbi, a cui ancora mancava l'esperienza del loro uso, portandoli ad ordinare raffiche da distanze di più di mezzo chilometro, sprecando le preziose munizioni per risultati insignificanti. Inoltre le munizioni vennero acquistate in quantità basate sul consumo di pallottole dei precedenti fucili, più vecchi e più lenti. La situazione fu peggiorata dalle tattiche militari serbe, che enfatizzavano la potenza di fuoco e minimizzavano il combattimento corpo a corpo, cosa che contribuì all'alto numero di vittime come nella battaglia di Neškov Vis in difesa di Pirot.

## Esercito bulgaro
La Bulgaria fu costretta a fronteggiare la minaccia serba con due pericolosi svantaggi. Il primo svantaggio fu che, quando fu dichiarata l'unificazione, la Russia aveva ritirato i propri ufficiali militari che fino ad allora avevano comandato tutte le maggiori unità del giovane esercito bulgaro. Gli ufficiali bulgari che rimanevano avevano gradi più bassi e quasi nessuna esperienza di comando di unità più grandi di un plotone (in questo modo il conflitto fu soprannominato "La guerra dei capitani", in bulgaro: войната на капитаните, vojnata na kapitanite). Il secondo fu che, dato che il governo bulgaro si aspettava un attacco da parte della Turchia, la maggior parte delle forze dell'esercito bulgaro si trovavano lungo il confine sud-orientale. Nelle condizioni della Bulgaria del 1885, il loro trasferimento attraverso il paese avrebbe impiegato almeno 5-6 giorni.

### Vantaggi dei bulgari
Il principale vantaggio bulgaro era il forte spirito e morale patriottica, così come la sensazione tra gli uomini di combattere per una giusta causa. Non si poteva dire lo stesso dei serbi. Il loro re aveva fuorviato nel suo manifesto all'esercito, affermando che i soldati serbi erano stati mandati ad aiutare i bulgari nella guerra contro la Turchia. Così i soldati serbi furono inizialmente sorpresi di essersi ritrovati a combattere invece dei bulgari, finché realizzarono cosa stesse realmente accadendo. Presumibilmente mentire al proprio esercito fu l'unico mezzo di Milan IV per mobilitare e comandare il proprio esercito senza disobeddienze e diserzioni.
Inoltre, mentre le armi leggere dei bulgari erano inferiori a quelle serbe, l'artiglieria era di gran lunga superiore, usando dei cannoni d'acciaio Krupp a carica posteriore.

### Piano strategico bulgaro
C'erano due tipi di strategia di difesa: il primo, sostenuto dal principe Alessandro I prevedeva la battaglia generale sulle alture di Ihtiman. L'inconveniente di questo piano era che la capitale Sofia si sarebbe dovuta arrendere senza combattere. Ciò avrebbe spinto la Serbia a interrompere l'attacco ed a chiamare in arbitraggio le grandi potenze. Perciò venne adottato il secondo piano strategico, che prevedeva lo scontro principale nella zona di Slivnica. Il capitano Olimpi Panov ebbe un ruolo importante in questa decisione finale.

## Attività militari

### 16-19 novembre

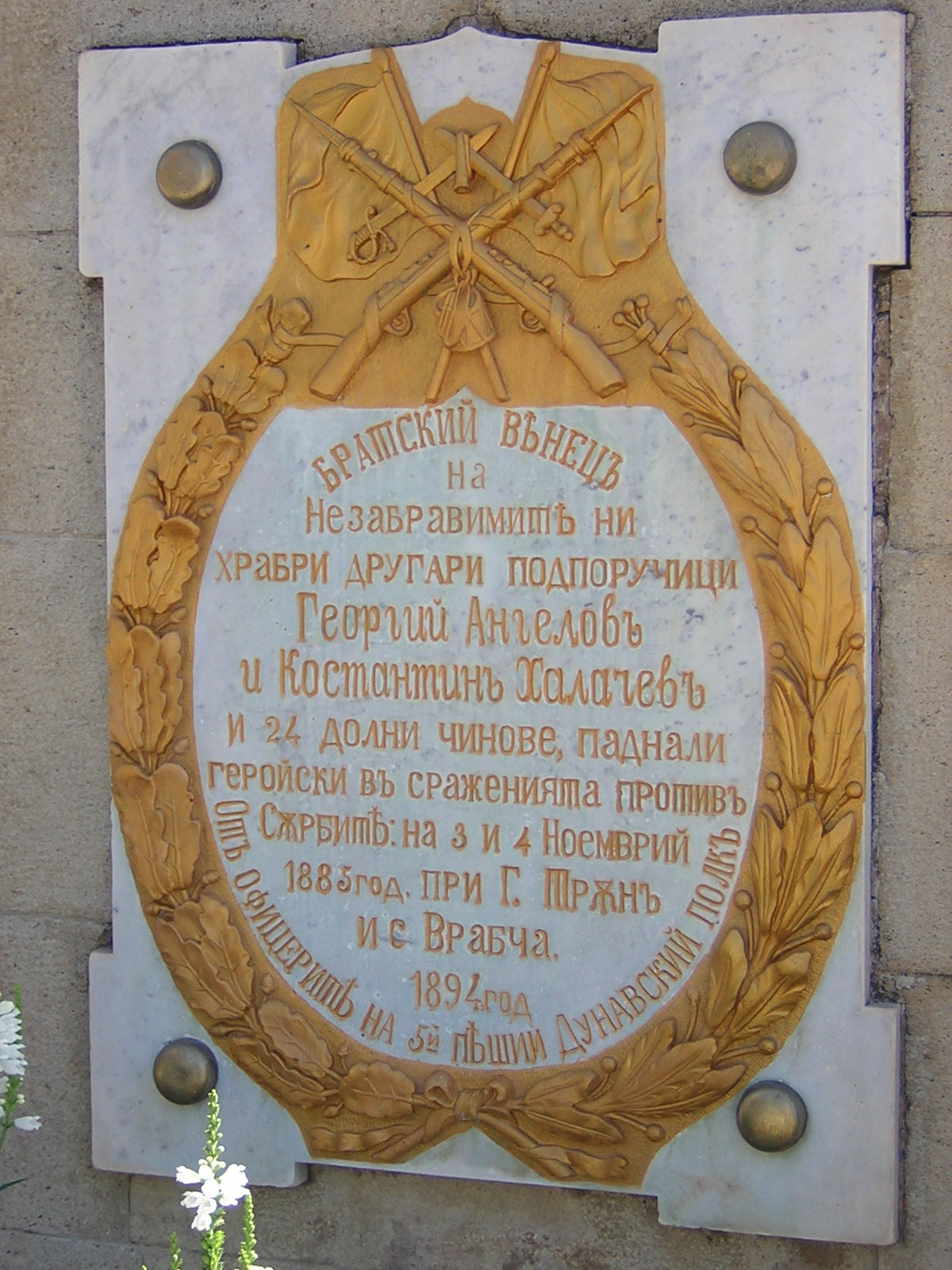
Monumento in memoria degli ufficiali e dei soldati caduti nelle schermaglie di confine vicino a Trăn e Vrabča, il 3-4 novembre (piazza principale di Trăn).

Il principe Alessandro I arrivò la sera del 16 novembre trovando una posizione difensiva ben preparata, munita di 9 battaglioni, più 2 000 volontari e 32 cannoni, comandati dal maggiore Gučev. La posizione consisteva di circa 4 km di trincee e strutture di artiglieri su entrambi i lati della strada principale su una cresta montuosa davanti alla città di Slivnica. Alla destra si trovava un terreno montuoso scosceso mentre su lato sinistro c'erano le più facili colline di Visker verso Breznik.
Le tre divisioni centrali serbe arrivarono anch'esse il 16 novembre e si fermarono per riprendersi dopo la feroce azione di ritardo dei bulgari sul passo di Dragoman. La divisione Morava si trovava a poca distanza dal suo obiettivo, Breznik, che era più a sud. L'avanzata verso nord si era impaludata lungo il Danubio.
La mattina del 17 novembre iniziò con pessime condizioni meteo: pioggia e nebbia, e l'attacco serbo non ebbe luogo. Alle 10 Alessandro I ordinò a tre battaglioni di avanzare sulla destra. Essi sorpresero la divisione sul Danubio, che infine che strinsero e spinsero indietro. Il principale attacco serbo cominciò al centro, in gran parte mal sostenuto dall'insufficiente portata dell'artiglieria. Il fuoco dei bulgari li costrinse a tornare indietro lasciando 1 200 vittime. Una colonna di soccorso guidata dal capitano Benderev riprese le alture sulla destra e costrinse la divisione danubiana a ritirarsi.
All'inizio del 18 novembre i serbi attaccarono il fianco destro, più debole, delle linee bulgare. Appena in tempo due battaglioni del reggimento Preslav arrivarono in sostegno della posizione. Ulteriori attacchi al centro furono respinti con gravi perdite da parte serba e Benderev catturò due ulteriori posizioni sulle montagne.
Il 19 novembre i serbi concentrarono due divisioni per un attacco sul lato sinistro bulgaro nel tentativo di unirsi alla divisione Morava. Tuttavia tre battaglioni delle truppe bulgare condotti dal capitano Popov da Sofia avevano contenuto la divisione Morava sulle alture del Visker e la manovra di fianco fallì. Alessandro ordinò quindi un contrattacco che respinse i serbi su entrambi i lati anche se l'arrivo della notte impedì il collasso totale serbo.

### 19-28 novembre

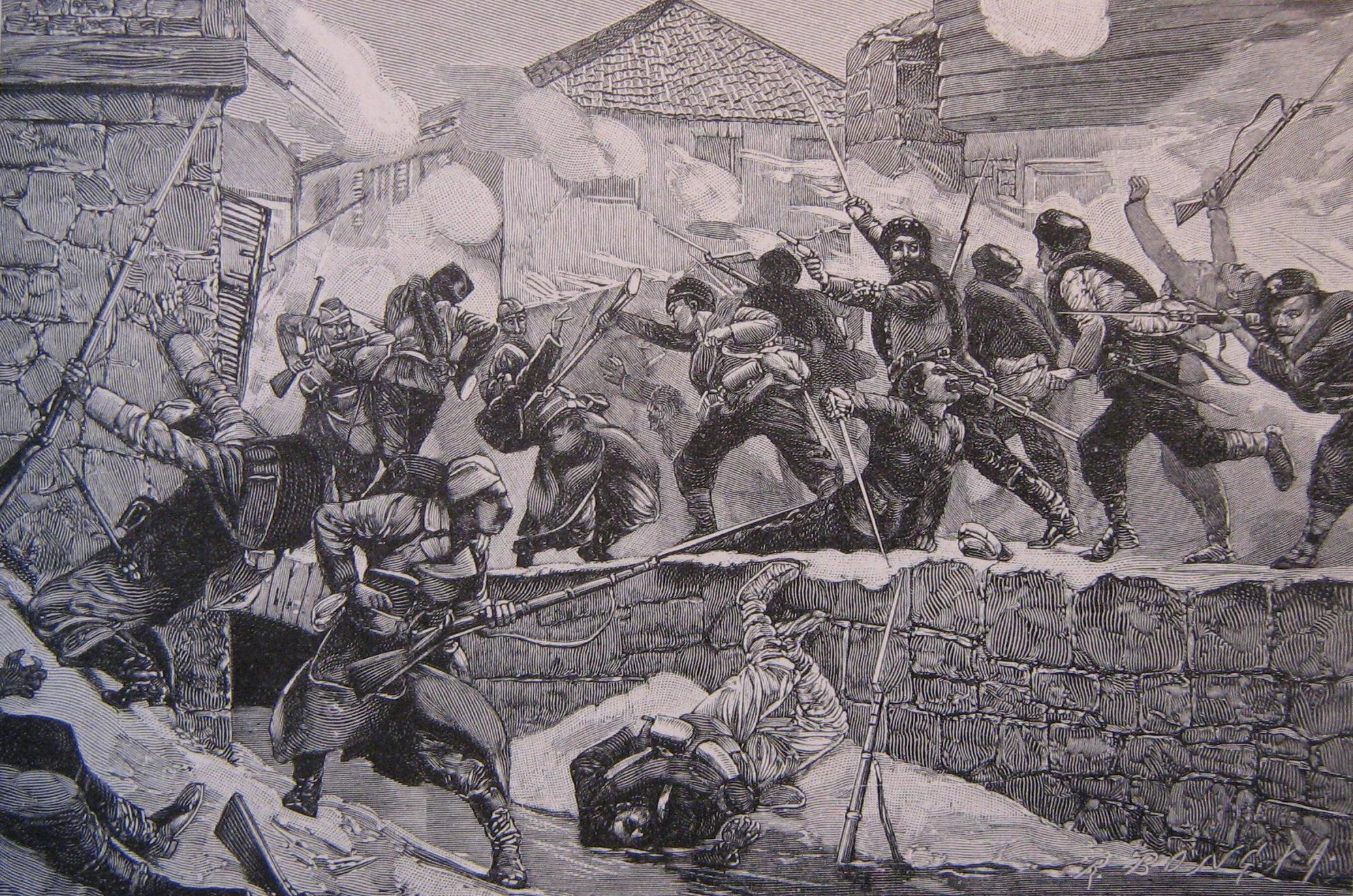
Scontri tra serbi e bulgari a Pirot.

Slivnica fu la battaglia decisiva della guerra. I serbi fecero solo limitate azioni di retroguardia mentre si ritiravano e per il 24 novembre erano tornati di nuovo in Serbia. La divisione Timok a nord continuò l'assedio di Vidin fino al 29 novembre.
La maggior parte dell'esercito bulgaro oltrepassò il confine diviso in due divisioni (Gučev e Nikolaev), sostenute da colonne di fianco e convergette su Pirot. L'esercito serbo si trincerò sulle colline ad ovest della città. Il 27 novembre l'esercito bulgaro fiancheggiò il lato destro delle posizioni serbe con il principe Alessandro I che guidava personalmente l'attacco finale. I serbi abbandonarono Pirot e fuggirono a Niš.

## Fine della guerra e trattato di pace
La sconfitta serba indusse l'Austria-Ungheria a prendere le difese della Serbia. Il 28 novembre, l'ambasciatore viennese a Belgrado, il conte Kevenhueller-Metsch, visitò il quartier generale dell'esercito bulgaro e chiese la cessazione delle attività militari, minacciando l'entrata in guerra delle truppe austro-ungariche. Il cessate il fuoco fu firmato il 7 dicembre anche se ciò non impedì alcuni tentativi falliti serbi di impadronirsi di Vidin, con l'intenzione di usarla in ostaggio durante le negoziazioni, nonostante le attività militari fossero state sospese anche sul lato serbo su richiesta del suo alleato. Il 19 febbraio 1886 fu firmato il trattato di pace a Bucarest. Secondo i termini non avvenne nessun cambiamento sul confine serbo-bulgaro.
La guerra fu un passo importante nel rafforzamento della posizione internazionale della Bulgaria. Su larga scala la vittoria preservò l'unificazione della Bulgaria. La sconfitta lasciò una cicatrice duratura sull'apparato militare serbo, ritenuto invincibile dai serbi stessi. Furono introdotte ambiziose riforme dell'esercito (che in seguito, anche se in parte, contribuirono alla fine della casata degli Obrenović).